# András Máthé
András Máthé e um matemático húngaro, professor da Universidade de Warwick.
Foi palestrante convidado do Congresso Internacional de Matemáticos no Rio de janeiro (2018: Measurable equidecompositions).